# ʕ
Cette page contient des caractères spéciaux ou non latins. S’ils s’affichent mal (▯, ?, etc.), consultez la page d’aide Unicode.
ʕ, appelé fricative pharyngale sonore ou coup de glotte réfléchi, est une lettre latine utilisée dans l’écriture du colville-okanagan et du columbia-wenatchi aux États-Unis, du nitinaht, du nuuchahnulth, du st'at'imcets et du thompson au Canada, du pilagá en Argentine, du ʻale et du ts’amakko en Éthiopie.
Elle est formée à partir d’un coup de glotte ‹ ʔ › réfléchi horizontalement.

## Utilisation
Dans l’alphabet phonétique international, le coup de glotte réfléchi représente une consonne fricative pharyngale voisée. Cependant, il a aussi été utilisé pour représenter un coup de glotte par certains auteurs, dont notamment J. R. Firth, T. F. Mitchell, Hilary Wise ou encore Hinds et Badawi, ceux-ci utilisant l’ej réfléchi ‹ ƹ › pour représenter la consonne fricative pharyngale voisée.

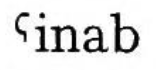
Transcription de l’arabe [ʕinab] avec un ʕ similaire à un point d’interrogation sans point réfléchi ou un ˁ dans Gairdner 1917.

## Formes et variantes
| Majuscule | Minuscule | Description                                                                                        |
| --------- | --------- | -------------------------------------------------------------------------------------------------- |
|           |           | Le coup de glotte réfléchi bicaméral avec une majuscule et une minuscule est utilisé en pilagá.    |
|           |           | Le coupe de glotte réfléchi unicaméral ‹ ʕ › est utilisé dans l’alphabet phonétique international. |

## Usage informatique
Le coup de glotte réfléchi peut être représenté avec les caractères Unicode suivants :
- sans capitale
- minuscule ʕ : U+0295.